# Districte de Rwamagana
El districte de Rwamagana és un akarere (districte) de la província de l'Est, a Ruanda. La seva capital és Kigabiro.

## Sectors
El districte de Rwamagana està dividit en 12 sectors (imirenge): Fumbwe, Gahengeri, Gishari, Karenge, Kigabiro, Muhazi, Munyaga, Munyiginya, Musha, Muyumbu, Mwulire, Nyakariro, Nzige i Rubona.
Rwamagana és "un lloc de cent coses" en kinyarwanda, ja que conté la paraula "magana" una paraula que significa "cent" en molts dialectes bantu. El nom del districte 'Rwamagana' volia implicar un lloc d'abundància.